# Efekt uporczywości
 Efekt uporczywości – w psychologii to zjawisko polegające na utrzymywaniu się ludzkich zapatrywań i przekonań dotyczących otaczającego świata społecznego i ich samych, nawet wtedy, gdy dane potwierdzające te przekonania zostały podważone. 